# Not Guilty
«Not Guilty» es una canción escrita por George Harrison. Apareció en su álbum de 1979 titulado George Harrison y en el álbum póstumo de The Beatles, Anthology 3. Mientras que la versión en solitario de Harrison es más suave y tocada con la  guitarra acústica y el piano eléctrico, la versión original de The Beatles es más dura, impulsada por la guitarra eléctrica distorsionada y clavecín.

## Historia
"Not Guilty" fue grabada por The Beatles durante las sesiones del álbum The Beatles (popularmente conocido como el Álbum Blanco), pero permaneció inédita hasta el lanzamiento de Anthology 3 en 1996.
Un demo de la canción fue grabado en mayo de 1968 en Kinfauns, la casa de Harrison en  Surrey, donde The Beatles se reunieron para probar sus canciones escritas durante e inmediatamente después de su viaje a la India.
En la letra de la canción, se habla en gran parte sobre la defensa de la contracultura de la década de 1960, aunque se puede hacer referencia a la frustración de Harrison en sus trabajos a menudo marginados dentro del grupo.
En el momento de su grabación, las relaciones dentro del grupo eran cada vez más tensas, los integrantes del grupo a menudo trabajan solos y no se podían ayudar uno al otro. Para Lennon y McCartney se trataba de un problema menor, pero Harrison necesitaba el apoyo del grupo para sus canciones.

## Grabación
La canción fue grabada en los estudios Abbey Road en agosto de 1968. El grupo grabó más de 100 tomas de "Not Guilty", pero incluso las mejores de estas no lograron ganar un lugar en el Álbum Blanco.
The Beatles comenzaron a trabajar en "Not Guilty", el 7 de agosto de 1968. Grabaron 46 tomas del ritmo de la canción, que incluían guitarra, bajo, piano eléctrico y batería. Las primeras 18 de ellas fueron dedicadas a la introducción, más allá de eso, solo cinco estaban completas.
Las tomas 47-101 se hicieron en una sesión que duró más de seis horas, donde se agregó el sonido de la guitarra, el bajo y la batería.

## Personal
- George Harrison: voz, guitarra
- John Lennon: clavicordio
- Paul McCartney: bajo
- Ringo Starr: batería
- George Martin – productor
- Ken Scott – ingeniero

Personal por Ian MacDonald.